# PROM-1

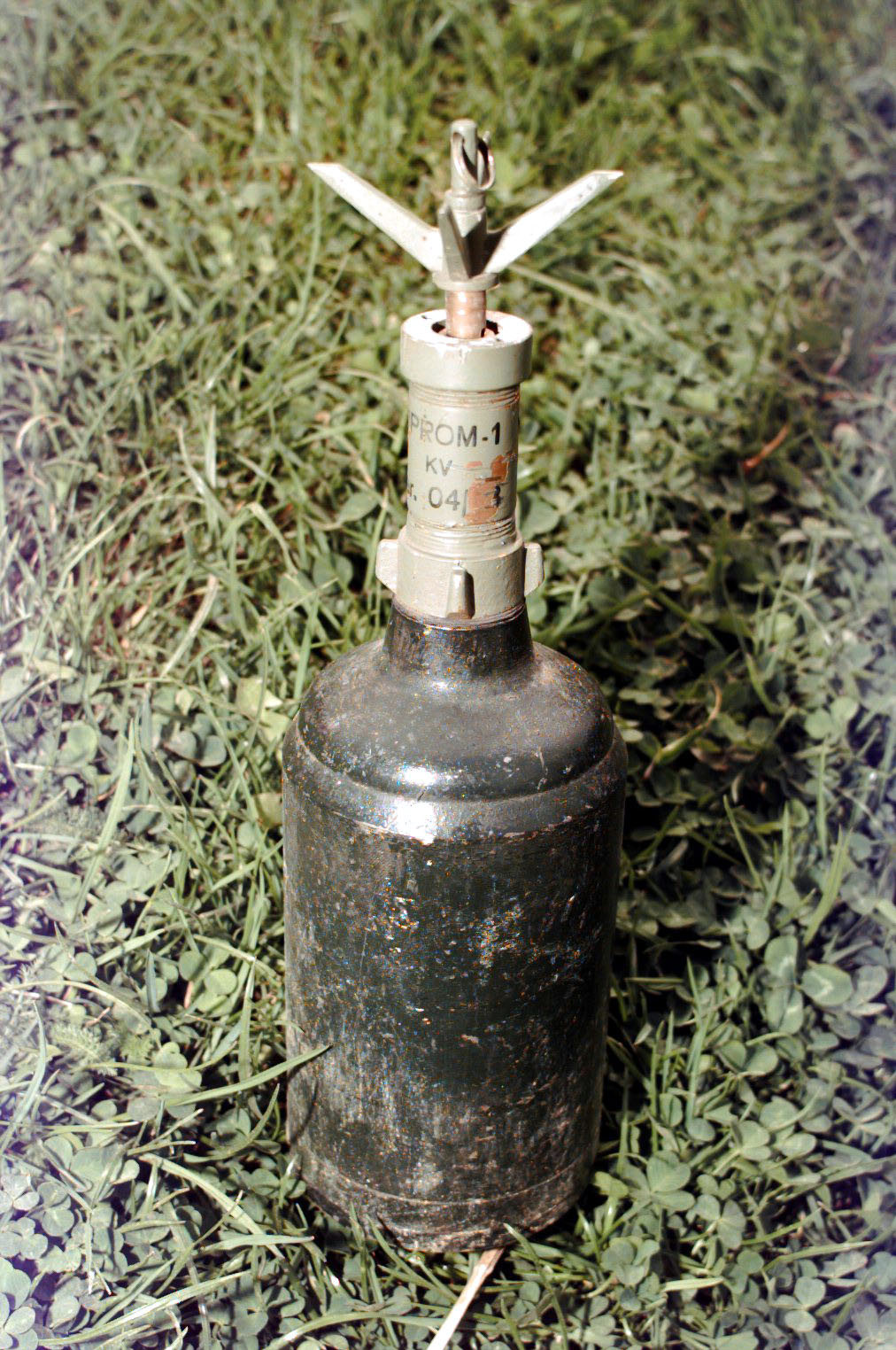
Mine antipersonnel PROM-1. Normalement, la mine est enterrée de manière que seules les dents soient visibles. Le clip de sécurité a été retiré de cette mine, de sorte que le mécanisme de la fusée doit être considéré comme armé.

La PROM-1 est une mine antipersonnel bondissante fabriquée en Yougoslavie. Elle se compose d’un corps cylindrique avec une fusée à dents insérée dans le haut de la mine. Son fonctionnement est globalement similaire à celui de la mine-S allemande.
La mine est déclenchée par l’inclinaison des dents situées au-dessus de la mine. Cela est dû soit à une pression directe sur les broches, soit à une tension sur un fil-piège qui y est attaché. L’inclinaison des dents permet à au moins l’une des trois billes de retenue de l’attaquant de s’échapper. Cela libère le percuteur à ressort, qui est retourné vers le bas dans le capuchon de percussion et tire la charge propulsive de trois grammes. L’explosion de la charge propulsive force la moitié supérieure du corps de la mine à sortir du sol et à s’élever dans les airs, cisaillant plusieurs vis en laiton et laissant le bouchon de base de la mine dans le sol.
Le corps de la mine est attaché à sa base par une courte longueur de fil, qui se déroule derrière elle au fur et à mesure qu’elle s’élève. Lorsque la mine atteint une hauteur d’environ 65 centimètres, le fil est tiré. Cela secoue l’ensemble du détonateur vers le bas dans le percuteur. Le détonateur se déclenche, déclenchant la charge explosive principale, qui brise le corps rainuré à l’intérieur en un grand nombre de fragments d’acier, qui sont propulsés à grande vitesse dans toutes les directions. Le temps écoulé entre le déclenchement de la mine et la détonation (généralement une seconde) est trop court pour se mettre à l’abri de l’explosion.
Comme toutes les mines bondissantes, la PROM-1 est mortelle à des distances relativement grandes. Elle est capable de projeter des fragments dangereux à une distance de 100 mètres ou plus, avec une portée potentiellement mortelle d’environ 50 mètres. Il est presque certain que cette mine tuera ou blessera grièvement toute personne dans un rayon de 30 mètres autour de l’explosion. Comme pour toute mine bondissante, le port d’un gilet pare-balles standard en kevlar n’offre aucune garantie de sécurité : le grand nombre de fragments produits par la PROM-1 blessera les membres, le visage et les yeux non protégés de la (ou les) victime(s).

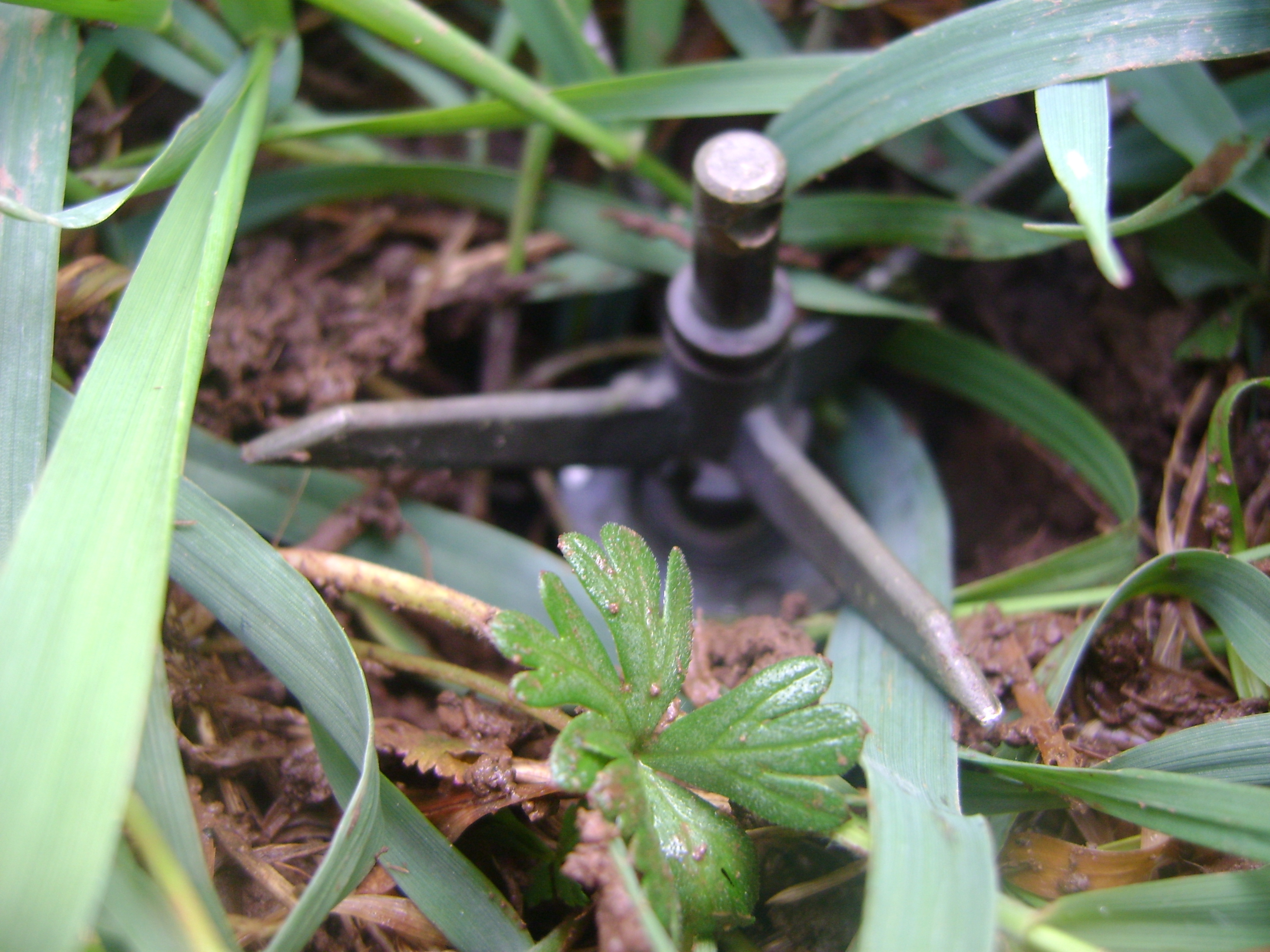
Une PROM-1 qui a été enterrée de manière que seules les dents de la fusée soient visibles. Un fil-piège peut être connecté à la broche centrale (qui a un trou) pour augmenter la zone d’activation.

La PROM-1 peut être particulièrement difficile à repérer dans les sous-bois car, à l’exception des griffes, la majeure partie est enfouie sous terre et n’est donc pas visible. Bien que cette mine contienne beaucoup d’acier (ce qui la rend facile à détecter avec un détecteur de métaux), le fait de balayer la tête de détection sur le sol peut facilement frapper les broches (ou le fil-piège connecté) et faire exploser la mine. Quoi qu’il en soit, les PROM-1 dans un champ de mines peuvent être entourées de différents types de mines antipersonnel comportant un minimum de métal (par exemple, la VS-50), ce qui entrave encore le processus de déminage.
La PROM-1 est difficile à rendre sûre, car sa fusée devient instable après avoir été exposée aux intempéries pendant plusieurs années. La plupart des démineurs recommandent donc que cette mine soit détruite in situ en faisant exploser une charge explosive à côté d’elle.

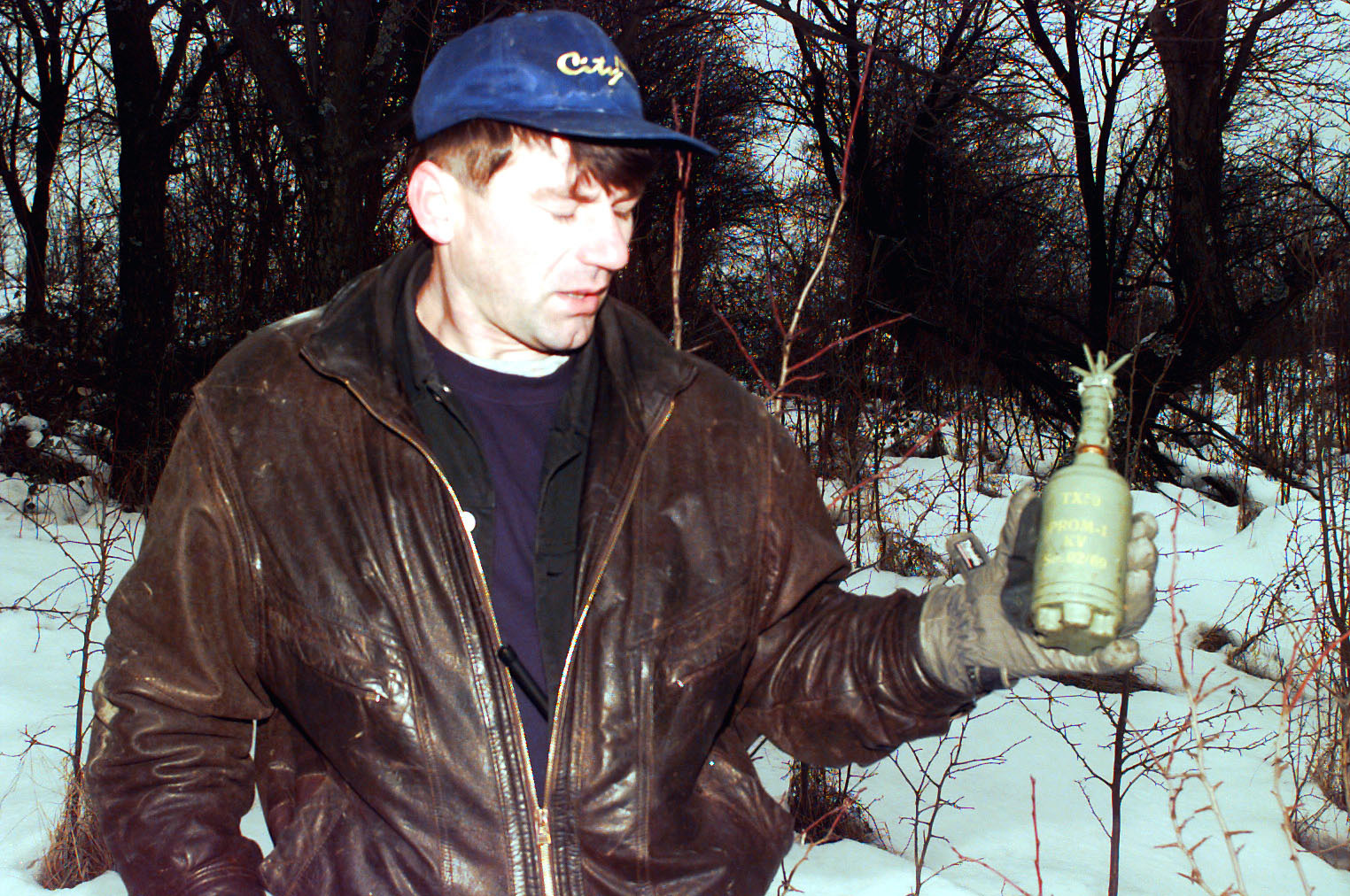
PROM-1 entre les mains d’un démineur. Notez que le clip de sécurité est en place, pour éviter la détonation.

Habituellement, mais pas toujours, des fils-déclencheurs mesurant environ 6 mètres de longueur sont installés sur cette mine afin d’augmenter sa zone d’activation. Lorsqu’ils retracent les fils de déclenchement jusqu’à leur source, les démineurs doivent garder à l’esprit que d’autres mines terrestres peuvent avoir été posées sur toute sa longueur. Il est dangereux de se concentrer à suivre un fil-piège jusqu’à la PROM-1, en oubliant qu’il pourrait y avoir des mines à explosion PMA-3, PMN ou similaires enfouies en dessous.
La mine a été vue en Angola, en Bosnie, au Chili, en Croatie, en Érythrée, en Irak, au Kosovo, au Mozambique et en Namibie.

## Spécifications
- Diamètre : 75 mm
- Hauteur : 260 mm (sans fusée)
- Poids : 3 kg

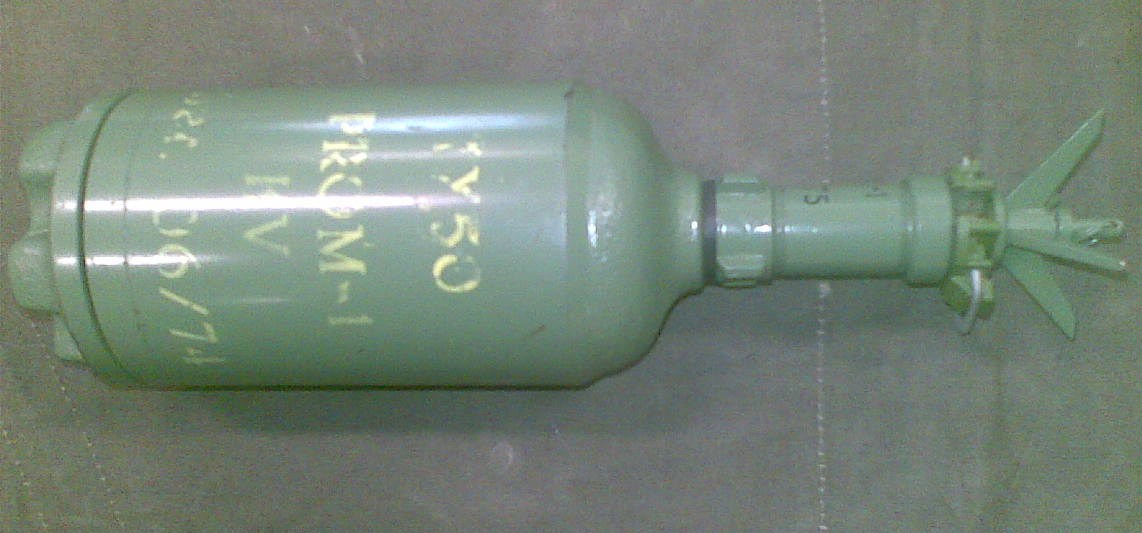
Vue latérale d’une mine PROM-1. Notez que le clip de sécurité est en place, pour éviter la détonation.

- Explosifs : 425 g de TNT Composition B ou coulée pure
- Pression de déclenchement : 9 à 16 kg, ou 3 à 5 kg en traction